# Голос (партия, Чехия)
«Голос» (чеш. HLAS) — правоцентриская проевропейская политическая партия в Чехии. Была основана в 2019 году группой чешских политиков Павлом Теличкой, Петром Йежекем, Алешем Новакем и Мартином Пржевратилем.
Партия является проевропейской, поддерживает принципы и основы либеральной демократии и поддерживает современную экономику. Партия поддерживает безоговорочное членство Чехии в ЕС и НАТО, стремится к углублению внутреннего рынка, усилению экономической и финансовой стабильности и безопасности. Партия стремится способствовать сокращению бюрократического бремени и усилению национального разнообразия.

## История

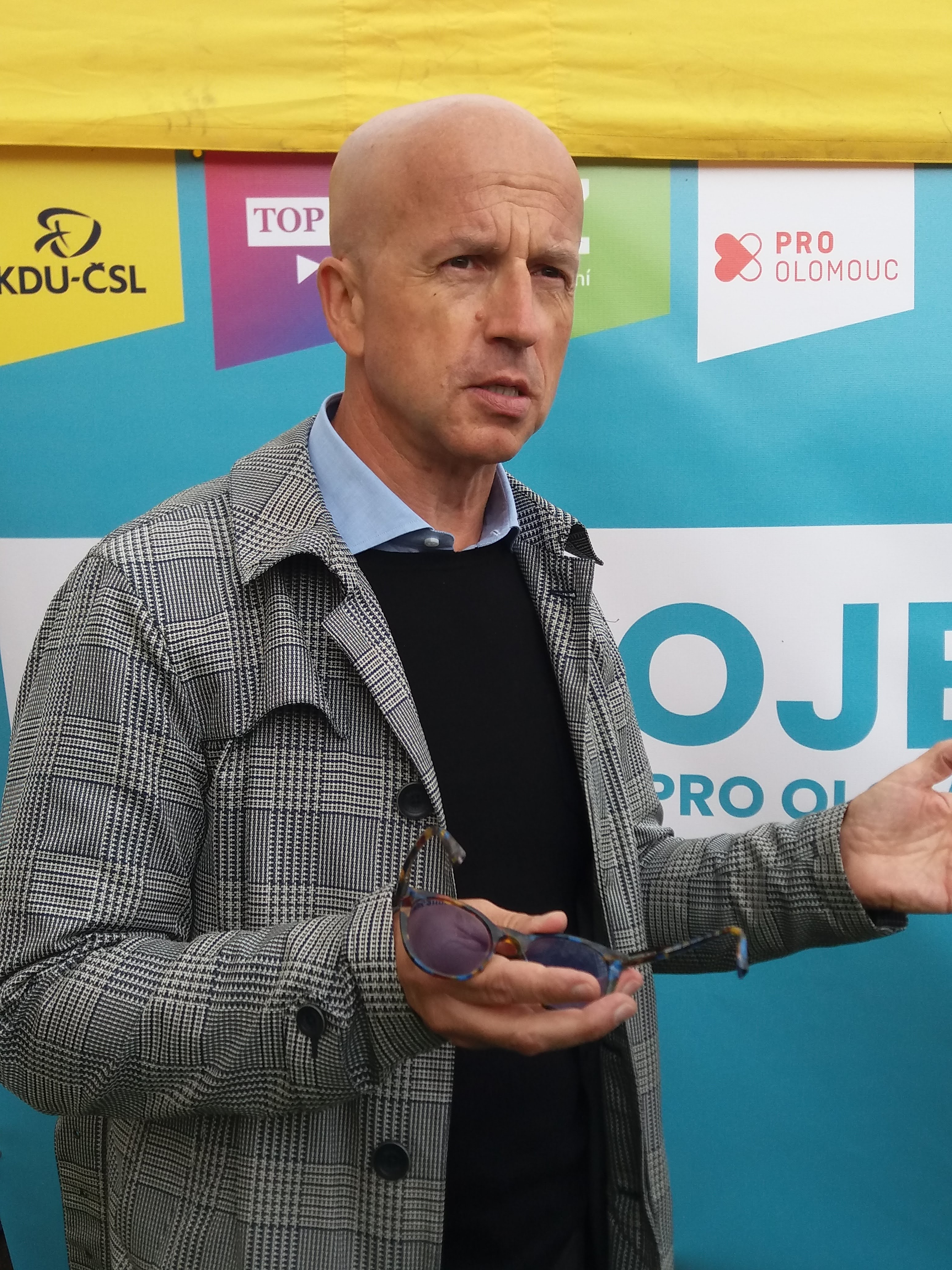
Основатель и председатель партии (2019—2021) Павел Теличка

Партия была основана группой чешских политиков из-за несогласия с политикой, которой проводил премьер-министр и лидер ANO 2011 Андрей Бабиш. Среди этих политиков был дипломат, лоббист и депутат европейского парламента от ANO 2011 Павел Теличка и депутат европейского парламента от ANO 2011 Петр Йежек. Партия приняла участие в выборах в европейский парламент в 2019 году, собрала 56 449 голосов (2,38 %) и не смогла получить ни одного мандата.
На выборах в Сенат в 2020 году, партия поддержала кандидатов TOP 09 в избирательных округах Пршибрам, Колин и Зноймо.
На региональных выборах в 2020 году, партия заключила две предвыборные коалиции в Среднечешском крае и Моравско-Силезском крае. В Среднечешском крае, была заключена предвыборная коалиция с TOP 09 и Партией зелёных. В Моравско-силезском крае, была заключена коалиция с Гражданским демократическим альянсом (чеш. 
Občanská demokratická aliance) и SNK Европейскими демократами. В Среднечешском крае коалиция собрала 24 650 (5,89 %) голосов и получила 4 мандата, среди них был и лидер партии Павел Теличка, который набрал 1 747 преференциальных голосов. Коалиция в Моравско-Силезском крае набрала 1 778 (0,56 %) голосов и не получила ни одного мандата.
В середине 2020 года, партия поддерживала объединение демократической оппозиции на парламентских выборах в 2021 году. Партия предлагала создание правоцентриской коалиции с TOP 09, но те, в свою очередь предпочли этому коалицию с партиями ODS и KDU-ČSL.
В июне 2021 года, лидер партии Павел Теличка, объявил о том, что слагает с себя мандат депутата регионального совета Среднечешского края и уходит из политики. Новым лидером партии стал Даниэль Хлад.

## Выборы

### Выборы вЕвропейский парламент
| Год  | Голоса | Голоса | Изменения | Изменения | Мандаты | +/-     |
| Год  | Голоса | %      | Голоса    | %         | Мандаты | +/-     |
| ---- | ------ | ------ | --------- | --------- | ------- | ------- |
| 2019 | 56 449 | 2,38   | Впервые   | Впервые   | 0 из 21 | Впервые |
| 2024 | 6 328  | 0,21   | ▼ 50 121  | ▼ 2,17    | 0 из 21 | ▬       |